# IGLL5
IGLL5 (англ. Immunoglobulin lambda like polypeptide 5) – білок, який кодується однойменним геном, розташованим у людей на довгому плечі 22-ї хромосоми. Довжина поліпептидного ланцюга білка становить 214 амінокислот, а молекулярна маса — 23 063.
| 10         |  | 20         |  | 30         |  | 40         |  | 50         |
| ---------- |  | ---------- |  | ---------- |  | ---------- |  | ---------- |
| MRPKTGQVGC |  | ETPEELGPGP |  | RQRWPLLLLG |  | LAMVAHGLLR |  | PMVAPQSGDP |
| DPGASVGSSR |  | SSLRSLWGRL |  | LLQPSPQRAD |  | PRCWPRGFWS |  | EPQSLCYVFG |
| TGTKVTVLGQ |  | PKANPTVTLF |  | PPSSEELQAN |  | KATLVCLISD |  | FYPGAVTVAW |
| KADGSPVKAG |  | VETTKPSKQS |  | NNKYAASSYL |  | SLTPEQWKSH |  | RSYSCQVTHE |
| GSTVEKTVAP |  | TECS       |  |            |  |            |  |            |

A: Аланін

C: Цистеїн

D: Аспарагінова кислота

E: Глутамінова кислота

F: Фенілаланін

G: Гліцин

H: Гістидин

I: Ізолейцин

K: Лізин

L: Лейцин

M: Метіонін

N: Аспарагін

P: Пролін

Q: Глутамін

R: Аргінін

S: Серин

T: Треонін

V: Валін

W: Триптофан

Задіяний у такому біологічному процесі, як альтернативний сплайсинг. 
Секретований назовні.